# Данрит (Индијана)
Данрит (енгл. Dunreith) град је у америчкој савезној држави Индијана.

## Демографија
По попису из 2010. године број становника је 177, што је 7 (-3,8%) становника мање него 2000. године.
| Група             | 2000.       | 2010.       |
| Белци             | 182 (98,9%) | 155 (87,6%) |
| Афроамериканци    | 0 (0,0%)    | 1 (0,6%)    |
| Азијати           | 0 (0,0%)    | 5 (2,8%)    |
| Хиспаноамериканци | 2 (1,1%)    | 8 (4,5%)    |
| Укупно            | 184         | 177         |